# Ca la Pauleta
Ca la Pauleta és un edifici catalogat com a monument del municipi de Santa Coloma de Farners (Selva) inclòs en l'Inventari del Patrimoni Arquitectònic de Catalunya.

## Descripció
És un edifici de grans dimensions que fa xamfrà entre els carrers Pare Lluís Rodés, Centre i Sant Sebastià. La seva planta té forma trapezoïdal amb els costats irregulars. Es tracta d'una construcció de planta baixa i tres pisos. Les obertures dels dos pisos superiors són finestres rectangulars envoltades de pedra però destaquen les de la planta baixa i el primer pis amb arcs de mig punt també realitzats en pedra, amb clau de volta en relleu i pilastres. Les obertures rectangulars de la part inferior presenten una llinda horitzontal al damunt, sobresortint de la façana. Entre la planta baixa i la resta hi ha una cornisa que fa de divisió.
La part posterior de l'edifici, la que dona al carrer Centre, és menys treballada, només té dues obertures amb arc a baix i al primer pis i cap porta d'accés a dins l'edifici, mentre que la façana lateral té tres obertures arquejades i dos accessos, un dels quals està tapat per un caixer automàtic. Aquesta façana lateral és més ampla. Al xamfrà de l'edifici s'hi disposa la façana principal, estreta, igualment ornamentada en pedra, amb un portal rectangular flanquejat per dues columnes de fust llis. Al primer pis, destaca un balcó de ferro forjat i l'obertura tripartida entre pilastres, amb guardapols d'arc de mig punt només a la part central, i dues boles sortint als extrems. Cal destacar els cartells publicitaris que es disposen a la paret d'aquesta façana. El parament és de pedra granítica i està esgrafiat simulant carreus.

## Història
L'antic carrer Vall és ara el Pare Rodés. A la planta baixa d'aquest edifici, hi havia hagut el Bar Saballs.